# Сегу (область)
Сегу́ (фр. Ségou) — область (провінція) в Малі.
- Адміністративний центр - місто Сегу.
- Площа - 64821 км², населення - 2336255 чоловік (2009).

## Географія

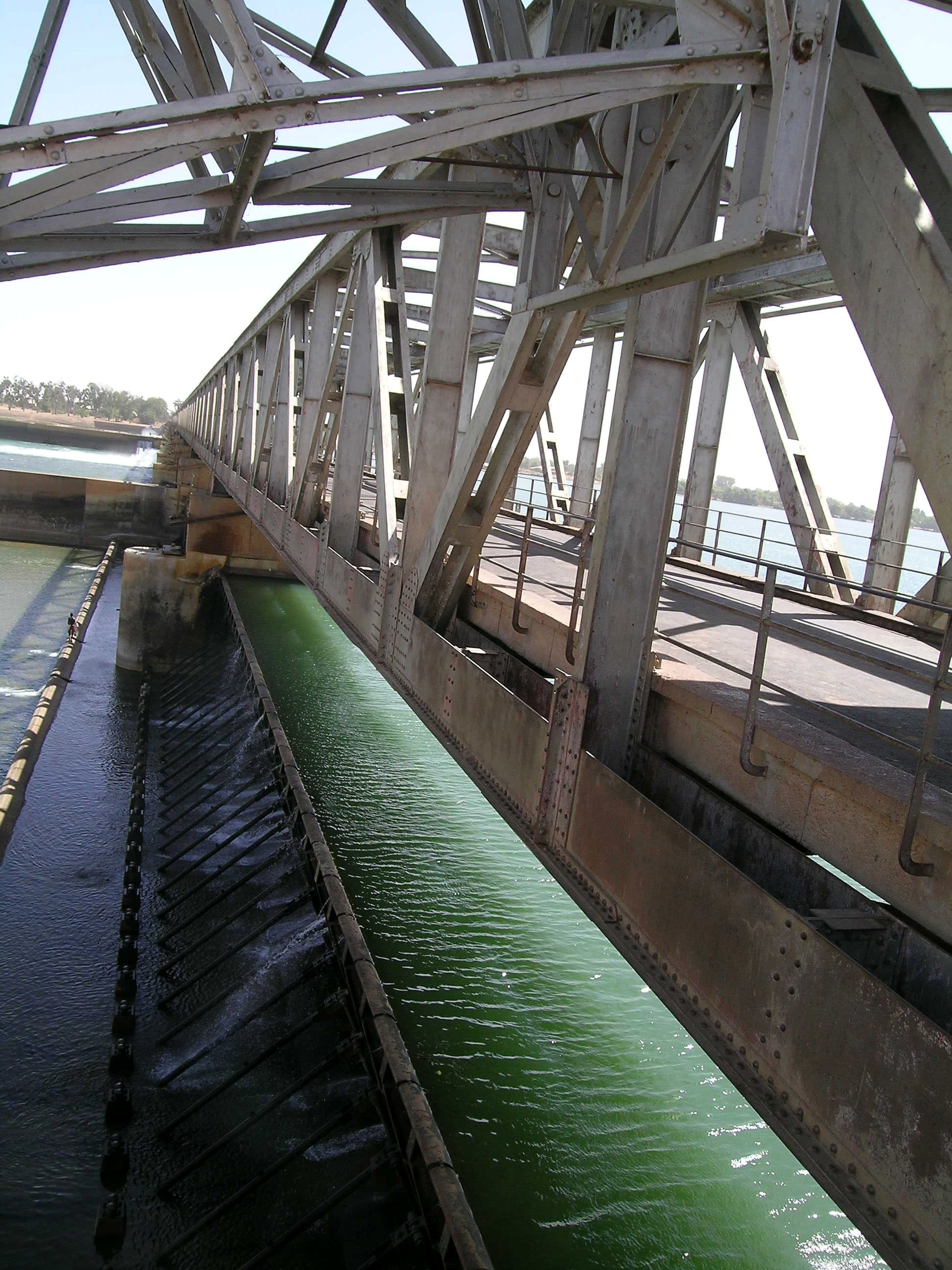
Гребля Маркала

На сході межує з областю Мопті, на півдні з областю Сікасо, на заході з областю Кулікоро, на півночі з Мавританією, на південному сході з Буркіна-Фасо.
Провінція Сегу розташована в південній частині Малі. Через провінцію протікає річка Нігер, в районі міста Маркала побудована гідроелектростанція.
Найбільші міста області - Нампаларі і Ніоно.

## Історія
У XVIII столітті територія провінції входила у створену на території Малі імперію народу бамбара.

## Адміністративний поділ

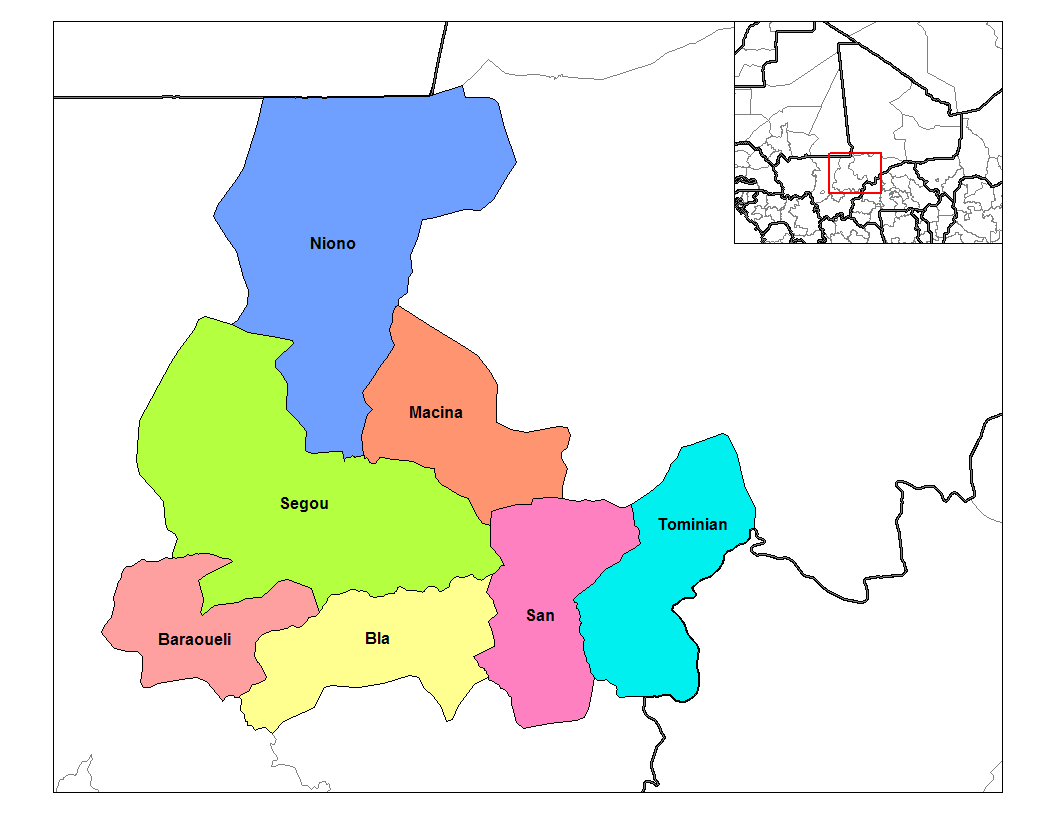
Адміністративна карта Сегу.

В адміністративному відношенні провінція розділена на 7 округів поділених, в свою чергу, на 118 комун:
| Округ    | Площа, км² | Населення, чол. (2009) |
| -------- | ---------- | ---------------------- |
| Бла      | 6200       | 283663                 |
| Баруелі  | 4170       | 203550                 |
| Макіна   | 11750      | 237477                 |
| Ніоні    | 23063      | 365443                 |
| Сан      | 7262       | 334911                 |
| Сегу     | 10844      | 691358                 |
| Томініан | 6573       | 219853                 |